# Mellangylet
Mellangylet är en sjö i Karlshamns kommun i Blekinge och ingår i Mieåns huvudavrinningsområde.